# Sylvain André
Sylvain André (Cavaillon, 14 de octubre de 1992) es un deportista francés que compite en ciclismo en la modalidad de BMX.
Participó en dos Juegos Olímpicos de Verano, obteniendo una medalla de plata en París 2024 y el cuarto lugar en Tokio 2020.
Ganó siete medallas en el Campeonato Mundial de Ciclismo BMX entre los años 2012 y 2024, y cuatro medallas en el Campeonato Europeo de Ciclismo BMX entre los años 2016 y 2025.

## Palmarés internacional
| Juegos Olímpicos   | Juegos Olímpicos           | Juegos Olímpicos  | Juegos Olímpicos |
| Año                | Lugar                      | Medalla           | Competición      |
| ------------------ | -------------------------- | ----------------- | ---------------- |
| 2024               | París (Francia)            | Medalla de plata  | Carrera          |
| Campeonato Mundial |                            |                   |                  |
| Año                | Lugar                      | Medalla           | Competición      |
| 2012               | Birmingham (Reino Unido)   | Medalla de bronce | Contrarreloj     |
| 2013               | Auckland (Nueva Zelanda)   | Medalla de bronce | Contrarreloj     |
| 2017               | Rock Hill (Estados Unidos) | Medalla de plata  | Carrera          |
| 2018               | Bakú (Azerbaiyán)          | Medalla de oro    | Carrera          |
| 2019               | Heusden-Zolder (Bélgica)   | Medalla de bronce | Carrera          |
| 2021               | Papendal (Países Bajos)    | Medalla de plata  | Carrera          |
| 2024               | Rock Hill (Estados Unidos) | Medalla de bronce | Carrera          |
| Campeonato Europeo |                            |                   |                  |
| Año                | Lugar                      | Medalla           | Competición      |
| 2016               | Verona (Italia)            | Medalla de bronce | Carrera          |
| 2017               | Burdeos (Francia)          | Medalla de bronce | Carrera          |
| 2018               | Glasgow (Reino Unido)      | Medalla de bronce | Carrera          |
| 2025               | Valmiera (Letonia)         | Medalla de bronce | Carrera          |